# Ciara
Ciara Princess Harris (Austin, Teksas, 25. listopada 1985.), poznatija kao Ciara (izgovarati "Siera" /siˈɛr.ə/), američka je pjevačica, glumica, plesačica i model.

## Karijera
Ciaru je proslavio debitantski singl "Goodies" s istoimenog albuma koji je objavljen 27. srpnja 2004. godine te je dosegao sam vrh Billboardove top ljestvice. Album Goodies objavljen je 28. rujna 2004. u Americi, a nešto kasnije, u siječnju sljedeće godine, u Europi. Album je prodan u više od tri milijuna primjeraka u Americi te preko 5 milijuna u cijelom svijetu.
Njezin drugi album, Ciara: The Evolution, objavljen ja u prosincu 2006. godine. Najavni singl albuma "Promise" pokazao je da nije Ciara nije zvijezda sa samo jednim hitom. Osim "Promise", s albuma su objavljeni singlovi "Like a Boy", "Can't Leave 'Em Alone" (feat. 50 Cent) i "That's Right" (feat. Lil Jon). Album je zaradio platinastu certifikaciju samo 5 tjedana nakon što se pojavio u prodaji, a prodan je preko dva milijuna primjeraka širom svijeta.
Treći album, Fantasy Ride, nakon nekoliko odgađanja objavljen je 3. svibnja 2009. Prvi službeni singl je "Never Ever" (feat. Young Jeezy) te ga slijedi "Love Sex Magic" na kojoj gostuje Justin Timberlake, zatim "Like a Surgeon" koji je izdan samo za američko tržište. Nedavano je objavljen i singl za Europu "Work" na kojem gostuje Missy Elliott.
Četvrti studijski album naziva Basic Instinct će izdati u jesen 2010. godine. Najavni singl naziva "Ride" (feat. Ludacris) objavljen je 26. travnja 2010. godine.

## Privatni život
U 2005. godini Ciara je bila u vezi s reperom Bow Wowom. Prekinuli su u travnju 2006. godine.

## Diskografija

### Albumi
- Goodies (2004.)
- Ciara: The Evolution (2006.)
- Fantasy Ride (2009.)
- Basic Instinct (2010.)

## Filmografija
- All You've Got (2006.)
- Mama, I Want To Sing (2010.)

## Turneje
- 2006: The Evolution Tour
- 2007: Screamfest '07 (s T.I.-jem)
- 2009: Jay-Z & Ciara Live (s Jay Z-jem)

### U sklopu turneje drugog izvođača
- 2005: Gwen Stefani: Harajuku Lovers Tour 2005
- 2007: Rihanna: Good Girl Gone Bad Tour
- 2009: Britney Spears: The Circus Starring Britney Spears

## Vanjske poveznice
- Službena stranica (engl.)
- Ciara na YouTube-u
- Ciara u internetskoj bazi filmova IMDb-u (engl.)